# 安土町地域自治区

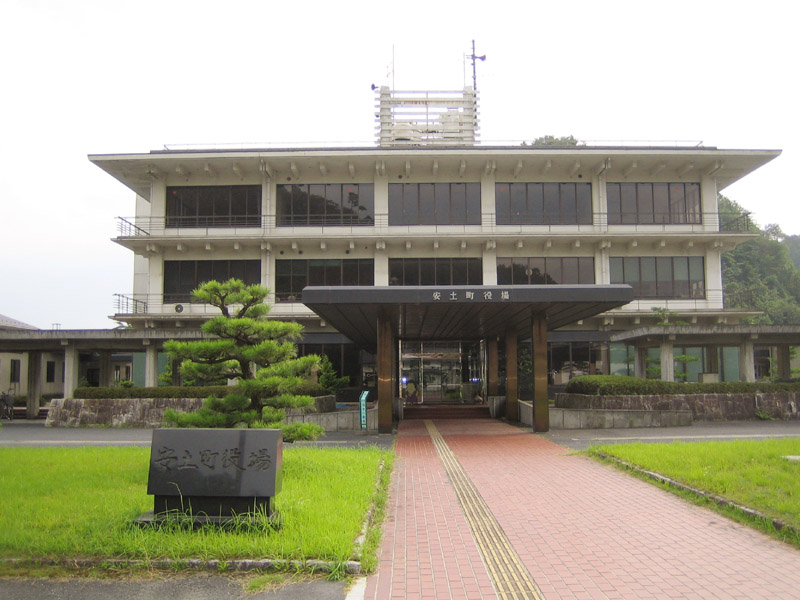
旧安土町役場（2005年）→旧安土町地域自治区事務所→安土町総合支所

安土町地域自治区（あづちちょうちいきじちく）は、2010年（平成22年）3月21日から2020年（令和2年）3月31日まで、滋賀県近江八幡市に設置されていた滋賀県で唯一の地域自治区である。2010年（平成22年）3月21日の近江八幡市と蒲生郡安土町の合併に際し、市町村の合併の特例等に関する法律（合併新法）に基づいて、合併に強く反対していた旧安土町に配慮して、合併から10年間の期限付きで設置され、期限の延長はされなかった。

## 概要
- 名称：安土町
  - 区域：旧滋賀県蒲生郡安土町域
  - 設置期間：平成22年3月21日から令和2年3月31日まで
- 事務所
  - 所在地：旧滋賀県蒲生郡安土町役場
  - 名称：安土町地域自治区事務所
  - 所管区域：旧滋賀県蒲生郡安土町域

## 行政
- 区長
  - 近江八幡市長による選任。
  - 任期：2年
- 地域協議会
  - 会長
    - 定員：1名
    - 構成員の互選により選出され、心身の故障のため職務を行うことができなくなった時と、職務上の義務違反があった時のみ、近江八幡市長によって解任される。

  - 副会長
    - 定員：1名
    - 構成員の互選により選出され、心身の故障のため職務を行うことができなくなった時と、職務上の義務違反があった時のみ、近江八幡市長によって解任される。

  - 構成員
    - 定員：10名以内
    - 任期：2年
    - 近江八幡市長によって安土町地域自治区の区域内に住所を有する者の中から選任され、安土町地域自治区の区域内に住所を有しなくなった場合にのみ失職。

## 教育機関

### 小学校
- 近江八幡市立安土小学校
- 近江八幡市立老蘇小学校

### 中学校
- 近江八幡市立安土中学校

### 専修学校
- 滋賀県立農業大学校

## 施設
- 近江八幡市立安土図書館

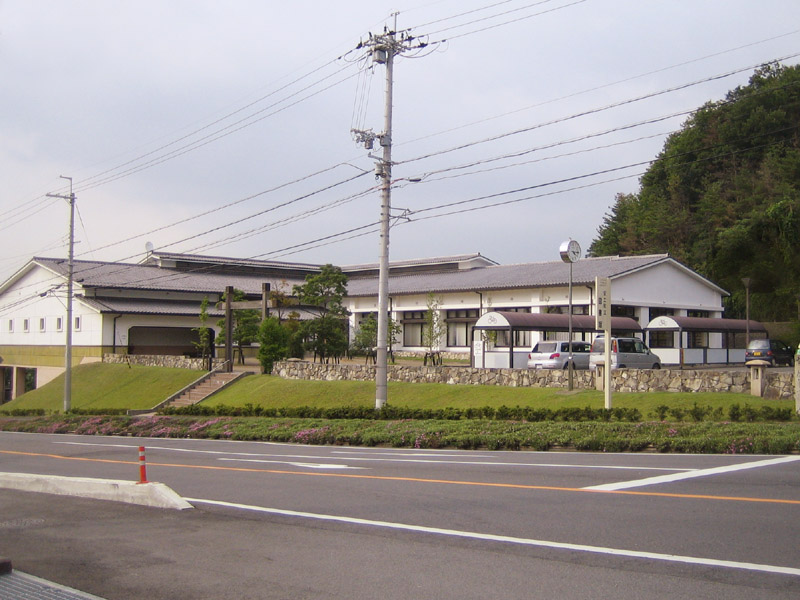
近江八幡市立安土図書館

  - 蔵書能力は約11万冊で織田信長に関する歴史資料を集めた「安土文庫」を持つ。
- 近江八幡市立安土公民館
  - （旧）安土町在住者と在勤者を対象に、定期的に公民館教室を開催している。料理や郷土史の学習を推進している。
- 匠の里
  - 安土町の歴史や文化の継承に資することを目的として建設。研修棟と専門棟を持つ。

## 交通

### 鉄道
- 西日本旅客鉄道（JR西日本）
  - 東海道本線：安土駅

### 道路
一般国道
- 国道8号

主要地方道
- 滋賀県道2号大津能登川長浜線

一般地方道
- 滋賀県道198号安土停車場桑実寺本堂線
- 滋賀県道201号安土西生来線
- 滋賀県道511号栗見新田安土線
- 滋賀県道526号伊庭円山線

## 名所・旧跡・観光スポット・祭事・催事

### 観光
- 文芸の郷
  - 滋賀県立安土城考古博物館
    - 旧宮地家住宅 - 1754年建造、国の重要文化財。
    - 旧安土巡査駐在所 - 1885年建造、登録有形文化財。
    - 旧柳原学校校舎 - 1876年建造、滋賀県指定文化財。高島市新旭町太田にあったものを移築。

  - 安土城天主信長の館 - セビリア万国博覧会に出展された安土城の復元天守（5・6階部分）を移築。
  - 文芸セミナリヨ
  - あづちマリエート
- 安土城郭資料館
- 郷土館 - 旧伊庭家住宅（1913年建造、ウィリアム・メレル・ヴォーリズ設計の西洋館）

### 名所

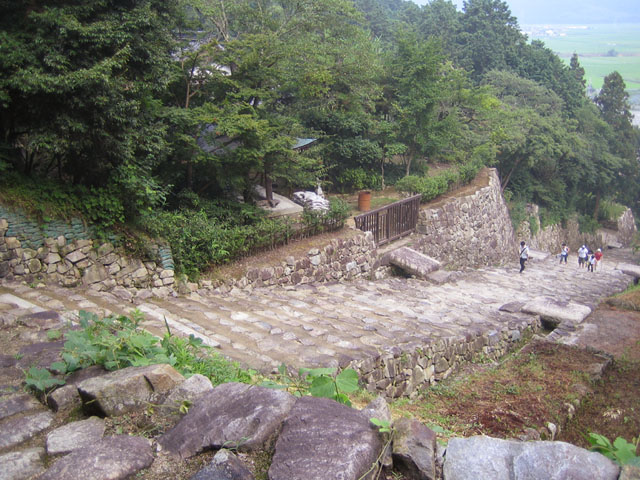
安土城址

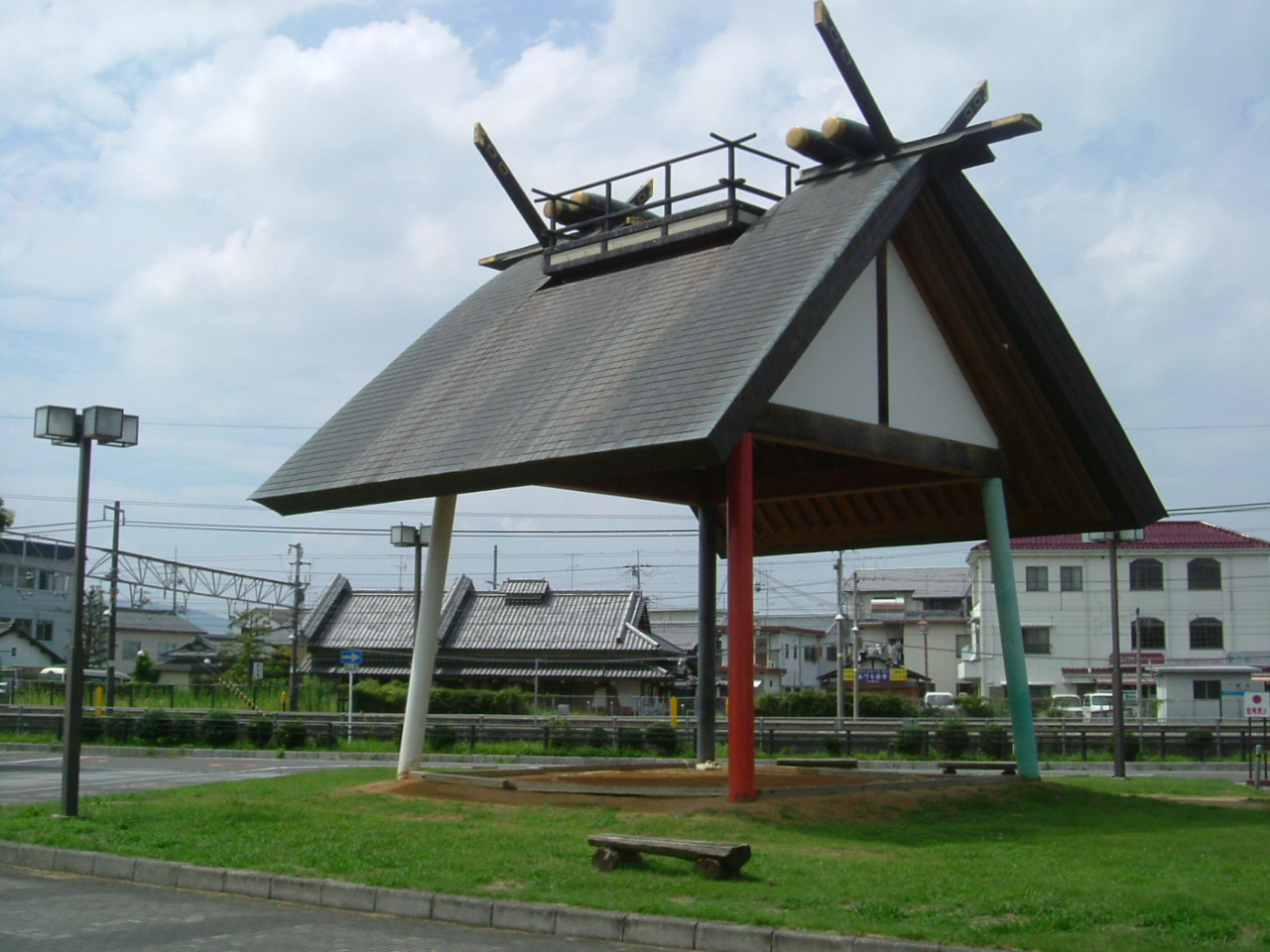
相撲櫓

- 安土城跡 - 特別史跡、琵琶湖国定公園第1種特別地域。サクラ の名所でもある。
- 老蘇の森（おいそのもり）
  - 奥石神社 - 本殿が国の重要文化財
- 観音寺城跡：国史跡。
- 観音正寺（西国三十三所第32番札所）
- 桑実寺
- 摠見寺
- 浄厳院 - 浄土宗と日蓮宗による安土問答（安土宗論）が行われた寺。
- 沙沙貴神社 - 佐佐木源氏発祥の地。
- 岩戸山十三仏
- セミナリヨ跡

## 著名人
- 六角定頼（観音寺城主）
- 六角定頼（同上）
- 六角義治（同上）
- 浅井長政（安土生まれ、小谷城主）
- 織田信長（安土城主）